# Ервальд
Ервальд (нім. Ehrwald) — громада округу Ройтте у землі Тіроль, Австрія.
Ервальд лежить на висоті 994 м над рівнем моря і займає площу 49,4 км². Громада налічує 2581 мешканців.
Густота населення 52/км².
|                                  |
| Ервальд на мапі округу та землі. |

Адреса управління громади: Kirchplatz 1, 6632 Ehrwald.

## Клімат
Громада знаходиться у зоні, котра характеризується кліматом полярних пустель. Найтепліший місяць — липень із середньою температурою 14.7 °C (58.5 °F). Найхолодніший місяць — січень, із середньою температурою -2.3 °С (27.9 °F).
| Клімат Ервальда         | Клімат Ервальда | Клімат Ервальда | Клімат Ервальда | Клімат Ервальда | Клімат Ервальда | Клімат Ервальда | Клімат Ервальда | Клімат Ервальда | Клімат Ервальда | Клімат Ервальда | Клімат Ервальда | Клімат Ервальда | Клімат Ервальда |
| Показник                | Січ.            | Лют.            | Бер.            | Квіт.           | Трав.           | Черв.           | Лип.            | Серп.           | Вер.            | Жовт.           | Лист.           | Груд.           | Рік             |
| Абсолютний максимум, °C | 15,3            | 17,7            | 22              | 24,1            | 28,4            | 31,8            | 33,3            | 33,8            | 30,4            | 26,5            | 19,2            | 14,8            | 33,8            |
| Середній максимум, °C   | 2,5             | 4,1             | 7,7             | 10,7            | 16,4            | 18,8            | 21,3            | 21              | 17,8            | 13,4            | 6,2             | 2,7             | 11,9            |
| Середня температура, °C | −2,3            | −1,6            | 1,6             | 4,6             | 9,9             | 12,6            | 14,7            | 14,4            | 11              | 6,9             | 1,2             | −1,6            | 6               |
| Середній мінімум, °C    | −5,9            | −5,3            | −2,3            | 0,4             | 4,9             | 7,6             | 9,6             | 9,8             | 6,7             | 3               | −2              | −4,8            | 1,8             |
| Абсолютний мінімум, °C  | −28,5           | −24,7           | −21,5           | −11,1           | −5,2            | −1,2            | 1               | 0,4             | −3,6            | −8              | −18,6           | −21,5           | −28,5           |
| Норма опадів, мм        | 78.2            | 69.6            | 86.1            | 83.7            | 117.6           | 164             | 177.8           | 154.6           | 108.8           | 80              | 88.2            | 83.8            | 1292.4          |
| Днів з опадами          | 6,9             | 5,8             | 5,3             | 4,5             | 12,9            | 5,2             | 6,7             | 6,2             | 5,5             | 4,6             | 4,9             | 5,3             | 73,8            |
| ----------------------- | --------------- | --------------- | --------------- | --------------- | --------------- | --------------- | --------------- | --------------- | --------------- | --------------- | --------------- | --------------- | --------------- |
| Джерело: Weatherbase    |                 |                 |                 |                 |                 |                 |                 |                 |                 |                 |                 |                 |                 |